# ميزنيقيات
الميزنيقيات (الاسم العلمي:†Mesonychia) هي منقرض رتبة من الثدييات تتبع فوق رتبة الوحشيات الظلفية من طائفة الثدييات.

## التصنيف
- †الميزنيقات
  - †الميزنيق